# Plestiodon multilineatus
Plestiodon multilineatus är en ödleart som beskrevs av  Tanner 1957. Plestiodon multilineatus ingår i släktet Plestiodon och familjen skinkar. IUCN kategoriserar arten globalt som otillräckligt studerad. Inga underarter finns listade i Catalogue of Life.